# Vale (Oregón)
Vale es una ciudad ubicada en el condado de Malheur en el estado estadounidense de Oregón. En el año 2000 tenía una población de 1976 habitantes y una densidad poblacional de 706.4 personas por km². Se encuentra a orillas del río Malheur, a pocos kilómetros de su desembocadura en el río Snake, que la separa de Idaho.

## Geografía

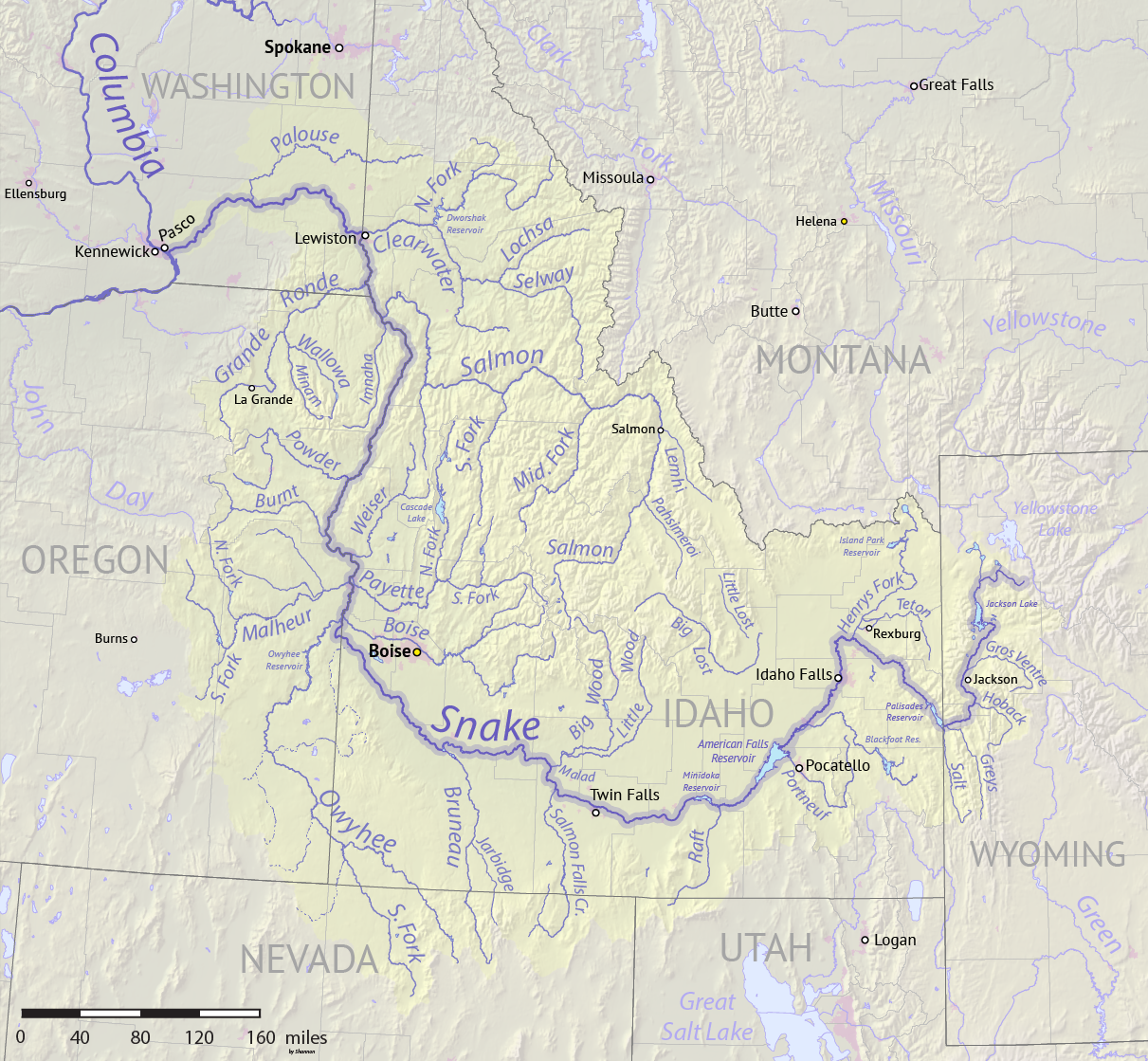
Mapa del río Snake donde aparece Vale, a la orilla del río Malheur, uno de sus afluentes por la izquierda en su curso medio

Vale se encuentra ubicada en las coordenadas 43°58′56″N 117°14′37″O / 43.98222, -117.24361.

## Demografía
Según la Oficina del Censo en 2000 los ingresos medios por hogar en la localidad eran de $27,065 y los ingresos medios por familia eran $33,355. Los hombres tenían unos ingresos medios de $27,176 frente a los $22,500 para las mujeres. La renta per cápita para la localidad era de $11,943. Alrededor del 15.6% de la población estaban por debajo del umbral de pobreza.